# Dmitri Sokolov (botánico)
Dmitry Dmitrievich Sokoloff  (o Sokolov, translitera al cirílico: Дмитрий Дмитриевич Соколов) ( 1973 - ) es un botánico y curador ruso.

## Algunas publicaciones
- dmitry d. Sokoloff, paula j. Rudall, margarita Remizowa. 1989. Flower-like terminal structures in racemose inflorescences: a tool in morphogenetic and evolutionary research. Higher Plants Department, Biological Faculty, Moscow State University, 119992, Moscú

- La abreviatura «D.D.Sokoloff» se emplea para indicar a Dmitri Sokolov como autoridad en la descripción y clasificación científica de los vegetales.[1]